# Nenjiang

Von 1934 bis 1949 war Nenjiang eine Provinz innerhalb Mandschukuos bzw. der Republik China

Nenjiang (chinesisch 嫩江市, Pinyin Nènjiāng Shì) ist eine kreisfreie Stadt der bezirksfreien Stadt Heihe in der nordostchinesischen Provinz Heilongjiang. Nenjiang hat eine Gesamtfläche von 15.290 km² und 355.528 Einwohner (Stand: Zensus 2020). Die Stadt, die als Kreis auch unter dem historischen daurischen Namen Mergen (chinesisch 墨尔根, Pinyin Mò’ěrgēn) bekannt war, liegt am östlichen Ufer des Nen Jiang, der hier die Grenze zum Autonomen Banner Morin Dawa der Daur und zum Oroqenischen Autonomen Banner, beide in der Inneren Mongolei, bildet. Nördlich grenzt Nenjiang in den Yilehuli-Bergen an den Kreis Huma im Regierungsbezirk Großes Hinggan-Gebirge, östlich im Kleinen Hinggan-Gebirge an den Stadtbezirk Aihui.

## Administrative Gliederung
Auf Gemeindeebene setzt sich Nenjiang aus acht Großgemeinden und sechs Gemeinden zusammen. Diese sind:
| Großgemeinde Nenjiang (嫩江镇), Hauptort und Sitz der Kreisregierung; Großgemeinde Changfu (长福镇); Großgemeinde Duobaoshan (多宝山镇); Großgemeinde Haijiang (海江镇); Großgemeinde Keluo (科洛镇); Großgemeinde Qianjin (前进镇); Großgemeinde Shuangshan (双山镇); | Großgemeinde Yilaha (伊拉哈镇); Gemeinde Baiyun (白云乡); Gemeinde Changjiang (长江乡); Gemeinde Huolongmen (霍龙门乡); Gemeinde Lianxing (联兴乡); Gemeinde Linjiang (临江乡); Gemeinde Taxi (塔溪乡). |

Hinzu kommen zehn Staatsfarmen, eine Sektion des Agrarproduktionskorps 93 (九三垦区分局局直), ein staatlicher Zuchtbetrieb für Saatkartoffeln und eine staatliche Kupfermine.